# Bruck am Ziller
Bruck am Ziller je obec v Rakousku ve spolkové zemi Tyrolsko v okrese Schwaz. První písemná zmínka o obci Bruck (villa Prukke) pochází z roku 1187.
Žije zde 1132 obyvatel (1. 1. 2021).